# Нові пригоди кота Леопольда
Нові пригоди кота Леопольда (рос. Новые приключения кота Леопольда) — російсько-італійський мультиплікаційний серіал, що є продовженням (ремейком) серії радянських мультфільмів про кота Леопольда. Прем'єра серіалу у Росії відбулася 1 січня 2016 року на телеканалі Карусель.

## Історія
У 2014–2015 роках, до 75-річчя Анатолія Рєзнікова, було знято продовження серіалу — «Нові пригоди кота Леопольда». Прем'єра відбулася у Росії 1—2 січня 2016 року на телеканалі «Мульт», а також «Карусель».

## Ролі озвучували
- Олександр Калягін — Кіт Леопольд
- Андрій Бархударов — Біле мишеня
- Діомід Виноградов — Сіре мишеня
- Сергій Смирнов — вокал

## Серії
- Пілот
- Бурхливий потік
- На рибалці біля річки
- Під спекотним сонцем
- Вперед за ковбасою та сиром
- Парк розваг
- Лавина з гір
- Суцільні неприємності
- Все шкереберть
- Кулінарний рецепт
- Птахи
- Ремонт у тилу ворога
- Таксі викликали?
- Новорічна ялинка
- Лунатизм
- Кулінари
- Гіпноз
- Марафон
- Лонгборди
- Оркестр
- Хокей
- Швидкість
- Фотографія
- Кібердуель
- Шароманія
- Будинок на дереві
- Картинг